# Poowong
Poowong – miasto w Australii, w stanie Wiktoria.